# 菲臘號驅逐艦 (DD-76)
菲臘號驅逐艦（舷號DD-76），轉交予英國後更名為蘭卡斯特號，是一艘美國海軍建造的驅逐艦，為維克斯級驅逐艦的二號艦。她是美軍第一艘以菲臘為名的軍艦，以紀念美西戰爭時期的海軍軍官約翰·菲臘（John Woodward Philip）。
菲臘號在1917年於巴斯鋼鐵廠開始建造，在1918年下水服役，其時美國已參與第一次世界大戰。接著菲臘號被派往法國及愛爾蘭海域，掩護協約國船隻。不久大戰結束，菲臘號分別到大西洋及太平洋執勤，最後在1922年退役封存。1930年菲臘號重返現役，並多次於大西洋及太平洋之間執勤。1937年菲臘號再次退役，但隨著第二次世界大戰爆發，又旋於1939年重返現役。1940年菲臘號按租借法案轉交英國皇家海軍，更名為蘭卡斯特號。此後蘭卡斯特號主要在負責護航商船。1945年蘭卡斯特號退役除籍，在1947年出售拆解。